# Antimony
Antimony es una población en el condado de Garfield, estado de Utah, Estados Unidos. Según el censo de 2000, la población era de 122 habitantes, con un pequeño incremento respecto a 1990, año en que la población era de 83 habitantes. El censo estimado para 2019 es de 121 habitantes.

## Geografía
Antimony se encuentra en las coordenadas 38°5′45″N 111°58′23″O / 38.09583, -111.97306.
Según la oficina del censo de Estados Unidos, la población tiene un área total de 26,2 km². No tiene superficie cubierta de agua.

## Demografía
Según el censo de 2000, había 122 habitantes, 40 casas y 32 familias residían en la ciudad. La densidad de población era 4,7 habitantes/km². Había 81 unidades de alojamiento con una densidad media de 3,1 unidades/km².
La máscara racial de la ciudad era 96,72% blanco, 0,82% indio americano, 2,46% de dos o más razas. Los hispanos o latinos de cualquier raza eran el 0,82% de la población.
Había 40 casas, de las cuales el 40,0% tenía niños menores de 18 años, el 65,0% eran matrimonios, el 10,0% tenía un cabeza de familia femenino sin marido, y el 20,0% no son familia. El 15,0% de todas las casas tenían un único residente y el 10,0% tenía sólo residentes mayores de 65 años. El promedio de habitantes por hogar era de 2,95 y el tamaño medio de familia era de 3,34.
El 35,2% de los residentes es menor de 18 años, el 4,1% tiene edades entre los 18 y 24 años, el 23,0% entre los 25 y 44, el 18,9% entre los 45 y 64, y el 18,9% tiene 65 años o más. La media de edad es 37 años. Por cada 100 mujeres había 144,0 hombres. Por cada 100 mujeres de 18 años o más, había 125,7 hombres.
El ingreso medio por casa en la ciudad era de 22.500$, y el ingreso medio para una familia era de 24.000$. Los hombres tenían un ingreso medio de 12.250$ contra 21.250$ de las mujeres. Los ingresos per cápita para la ciudad eran de 7.939$. Aproximadamente el 10% de las familias y el 18,7% de la población está por debajo del nivel de pobreza, incluyendo el 10,4% de menores de 18 años y el 55,6% de mayores de 65.